# 草栖毛丛蛛
草栖毛丛蛛（学名：Itasina practicola）为光灰蛛科毛丛蛛属的动物。分布于日本以及中国大陆的江苏、浙江等地，多栖息于草丛和落叶层。该物种的模式产地在日本。